# إغناثيو فاسكيز
إغناثيو فاسكيز (بالإسبانية: Ignacio Vázquez Barba)‏ (31 يوليو 1971 في المكسيك - ) هو لاعب كرة قدم مكسيكي في مركز الهجوم، شارك في الألعاب الأولمبية الصيفية 1992. وشارك مع منتخب المكسيك تحت 23 سنة لكرة القدم ومنتخب المكسيك لكرة القدم. أما مع النوادي، فقد لعب مع أتلانتي إف سي وتايجرز أونال وسانتوس لاغونا وكلوب ليون ونادي غوادالاخارا وناسيونال ماديرا وتيبورونيس روخوس دي فيراكروز.

## وصلات خارجية
- إغناثيو فاسكيز على موقع الاتحاد الدولي (مؤرشف)  (الإنجليزية)
- إغناثيو فاسكيز على موقع قاعدة بيانات كرة القدم.إي يو (الإنجليزية)
- إغناثيو فاسكيز على موقع ناشيونال فوتبول تيمز (الإنجليزية)
- إغناثيو فاسكيز على موقع أوليمبيديا (الإنجليزية)